# Pseudocleonus cinereus
Pseudocleonus cinereus är en skalbaggsart som först beskrevs av Franz Paula von Schrank 1781.  Pseudocleonus cinereus ingår i släktet Pseudocleonus, och familjen vivlar. Arten har ej påträffats i Sverige.